# محمود الحمود
محمود حمود منشد وشاعر وشيخ سوري، ولد عام 1989م ونشأ في أسرة متوسطة ، درس في محمع الشيخ أحمد كفتارو ، وتخرج منه ومن كلية الشريعة الإسلامية بجامعة دمشق ، عمل منشدا دينيا إسلاميا منذ 2009 حتى الآن.

## نبذة عن حياته
ولد الأديب محمود حمود في دير القاسمي وتعرضت عائلته مثل الكثير من الفلسطينين إلى التهجير حيث حطت رحال العائلة في جنوب لبنان ، درس محمود المراحل البتدائية والاعدادية في مدارس صيدا والثانوية في بيروت ثم تابع دراسته الجامعية متنقلاً بين عمان والقاهرة ، عاد إلى لبنان وعمل مدرس في ثانوية مارل شربل للرهبنة المارونية في بلدة الجية لمدة 17 عام . انتقل بعدها للعمل كمدرس في دولة الإمارات العربية المتحدة وبقي فيها لمدة 11 عام، هاجر بعدها إلى الدانمارك ليستقر هناك مع عائلته .

## أعماله
ألف الأديب محمود حمود عدة مؤلفات ادبية شعرية وقصصية و تعليمية منها :
- كتاب الأسلوب الفضي عام 1961 وهو كتاب تعليمي لمادة التاريخ والجغرافية لمناهج التعليم الابتدائية.
- قصة الفيلسوف عام 1965 .
- مأساة قرية : قصص عن احداث واقعية لمعاناة قريته التي تهجر سكانها .
- نطق الحجر . وهو ديوان شعر، يحتوي على مجموعة قصائد يتكلم الشاعر فيها عن معاناة ونضال الشعب الفلسطيني .[1]